# SPIRIT (スガシカオの曲)
「SPIRIT」（スピリット）は、スガシカオの9枚目のシングル。2000年8月2日発売。

## 収録曲
（全作詞・作曲・編曲：スガシカオ）
1. SPIRIT
  - TBS系『世界・ふしぎ発見!』エンディングテーマ
2. 木曜日、見舞いにいく
3. SPIRIT（Backing Track）

## 収録アルバム
- 4Flusher (#1,2、#2はアルバム・バージョン)
- ALL SINGLES BEST (#1)
- BEST HIT!! SUGA SHIKAO -1997〜2002- (#1)